# Penya Esquerdada
La Penya Esquerdada és una muntanya de 548 metres que es troba al municipi de Vallirana, a la comarca catalana del Baix Llobregat.